# Aiko Satō (judo)
Aiko Satō (佐藤　愛子, Satō Aiko), née le 18 octobre 1983, est une judokate japonaise en activité évoluant dans la catégorie des moins de 57 kg (poids légers). Elle devient championne du monde en 2011.

## Palmarès
| Année | Compétition           | Lieu           | Résultat | Catégorie      |
| ----- | --------------------- | -------------- | -------- | -------------- |
| 2006  | Jeux asiatiques       | Doha           | 2e       | Moins de 57 kg |
| 2007  | Championnats du monde | Rio de Janeiro | 3e       | Moins de 57 kg |
| 2011  | Championnats du monde | Paris          | 1re      | Moins de 57 kg |